# Marc Appel
Marc Appel  (20 juli 1948- 28 maart 2010), was een Vlaams bestuurder.

## Biografie
Appel begon zijn carrière als boekhandelaar in Leuven. Via de krant De Morgen werd hij commercieel directeur van de Vlaamse Uitgeversmaatschappij (later Corelio en sinds 2013 het Mediahuis). In 1990 werd hij ook oprichter en gedelegeerd bestuurder van de Vlaamse Audiovisuele Regie (VAR), het bedrijf dat reclame en sponsorgelden werft voor de VRT. In 1993 richtte hij Sydes op, een dochtermaatschappij van de VUM, die een aantal diversificatiemaatschappijen controleert. 
Van 1994 tot 1998 was hij adjunct-directeur-generaal van de VUM, verantwoordelijk voor het commercieel beleid. In 2006 legde hij al zijn operationele functies bij de VUM neer en werd ceo voor de Mechelse voedingsgroothandel Huyghebaert. Hij was ook actief in de vastgoedsector en had een kantoor in een klein dorpje in de Languedoc.

## Meer informatie
- Marc Appel overleden, Het Nieuwsblad, 23 maart 2010
- Marc Appel overleden[dode link], Gazet van Antwerpen, 29 maart 2010
- COENEGRACHT, Mark en ZAKI, "Hoe is wie in Vlaanderen?", Hadewijch-Antwerpen Baarn, 1994, blz. 13.